# 1996 en Tunisie
Chronologie de la Tunisie
- 1992
- 1993
- 1994
- 1995
- 1996
- 1997
- 1998
- 1999
- 2000

Cet article présente les faits marquants de l'année 1996 en Tunisie ou relatifs à la Tunisie.

## Événements
- Le Centre de publication universitaire, institution affiliée au ministère de l'Enseignement supérieur et de la Recherche scientifique, est créé avec pour objectif l'organisation et la promotion de l'élaboration, l'édition et la diffusion des publications universitaires afin d'encourager la production scientifique et de rendre les livres et les thèses universitaires plus accessible aux étudiants[1].
- janvier : l'aéropostal démarre[2].
- 28 février : le chef de l'opposition, Mohamed Moada, est lourdement condamné[3].
- 14 avril : le pape Jean-Paul II effectue une visite-éclair de dix heures à Tunis.
- 7 octobre : 
  - 60 000 personnes assistent à Tunis à l'unique concert de Michael Jackson dans un pays arabo-musulman[4].
  - le décret no 96-1875 porte organisation du ministère de la Culture[5].

## Sports
- Tunisie aux Jeux olympiques d'été de 1996

### Athlétisme
- Championnats de Tunisie d'athlétisme 1996

### Football
- Championnat de Tunisie de football 1995-1996
- Championnat de Tunisie de football 1996-1997
- Coupe de Tunisie de football 1995-1996
- Coupe de Tunisie de football 1996-1997

### Handball
- Championnat de Tunisie masculin de handball 1995-1996
- Championnat de Tunisie masculin de handball 1996-1997

### Lutte
- Championnats d'Afrique de lutte 1996

### Volley-ball
- Équipe de Tunisie de volley-ball en 1996
- Championnat de Tunisie masculin de volley-ball 1995-1996
- Championnat de Tunisie masculin de volley-ball 1996-1997

## Culture
- Essaïda, film tunisien réalisé en 1996 par Mohamed Zran, aborde les thèmes de la marginalisation, de la pauvreté et du crime dans les rues populaires de Tunis.
- Miel et Cendres, film suisso-tunisien réalisé par Nadia Fares Anliker et sorti en 1996.
- Un été à La Goulette, film franco-belgo-tunisien réalisé en 1996 par Férid Boughedir avec Mustapha Adouani, Michel Boujenah et la participation de Claudia Cardinale dans son propre rôle.

## Naissances en 1996
- Naissance en Tunisie en 1996

## Décès en 1996
- Décès en Tunisie en 1996